# Копер (футбольный клуб)
«Копер» — словенский футбольный клуб из одноимённого города. Образован в 1955 году. Является одним из пяти клубов, выигрывавших словенский чемпионат (помимо «Марибора», «Олимпии», Целе и "Муры 05"). Домашний стадион команды — «Бонифика».

## Текущий состав
| Номер | Игрок               | Страна                                    | Позиция      |
| 1     | Аднан Голубович     | Флаг Словении · Флаг Боснии и Герцеговины | Вратарь      |
| 12    | Давид Адам          | Флаг Словении                             | Вратарь      |
| 21    | Жан Жужек           | Флаг Словении                             | Защитник     |
| 33    | Иван Новоселец      | Флаг Хорватии                             | Защитник     |
| 8     | Иван Елич-Балта     | Флаг Хорватии                             | Защитник     |
| 5     | Дарко Илиески       | Флаг Северной Македонии · Флаг Болгарии   | Защитник     |
| 26    | Александер Райчевич | Флаг Словении                             | Защитник     |
| 3     | Карло Бручич        | Флаг Хорватии                             | Защитник     |
| 18    | Матей Палчич        | Флаг Словении                             | Защитник     |
| 38    | Адам Вошняк         | Флаг Словении                             | Полузащитник |
| 77    | Ивица Губерач       | Флаг Словении                             | Полузащитник |
| 6     | Лука Тичич          | Флаг Словении                             | Полузащитник |
| 14    | Рок Грудина         | Флаг Словении                             | Полузащитник |
| 27    | Мак Варешанович     | Флаг Боснии и Герцеговины · Флаг Хорватии | Полузащитник |
| 23    | Лука Камбич         | Флаг Словении                             | Полузащитник |
| 24    | Степан Оштрек       | Флаг Хорватии                             | Полузащитник |
| 22    | Макс Баришич        | Флаг Словении                             | Нападающий   |
| 11    | Беде Осуджи         | Флаг Нигерии                              | Нападающий   |
| 17    | Жан Бешир           | Флаг Словении                             | Нападающий   |
| 29    | Никола Крайинович   | Флаг Хорватии                             | Нападающий   |
| 30    | Ренато Симич        | Флаг Словении                             | Нападающий   |
| 9     | Ламин Колли         | Флаг Гамбии · Флаг Англии                 | Нападающий   |

## Название
- 1955: Появился в результате слияния команд «Аврора» и «Медуза».
- 1990: Переименован в «Копер Каподистрия».
- 2002: Переименован в «Копер».
- 2003: Переименован в «Анет Копер».
- 2008: Переименован в «Лука Копер».

## Достижения
- Чемпионат Словении 
  - Чемпион (1):  2009/10
  - Вице-чемпион (3):  2007/08, 2013/14, 2021/22
  - Бронзовый призёр (3):  2001/02, 2005/06, 2010/11
- Кубок Словении 
  - Обладатель (4):  2005/06, 2006/07, 2014/15, 2021/22
  - Финалист (2):  2008/09, 2024/25
- Суперкубок Словении 
  - Обладатель (2):  2010, 2015
  - Финалист (1):   2007

## Статистика выступлений
- 1984/85: 1-е место (Словенская лига)
- 1985/86: 2-е место (Югославская любительская лига)
- 1986/87: ?
- 1987/88: 1-е место (Словенская лига)
- 1988/89: 1-е место (Югославская межреспубликанская лига)
- 1989/90: 1-е место (Югославская межреспубликанская лига)
- 1990/91: ?
- 1991/92: 8-е место (Первая лига Словении)
- 1992/93: 8-е место (Первая лига Словении)
- 1993/94: 7-е место (Первая лига Словении)
- 1994/95: 11-е место (Первая лига Словении)
- 1995/96: 6-е место (Вторая лига Словении)
- 1996/97: 10-е место (Первая лига Словении)
- 1997/98: 2-е место (Вторая лига Словении)
- 1998/99: 11-е место (Первая лига Словении)
- 1999/00: 1-е место (Вторая лига Словении)
- 2000/01: 6-е место (Первая лига Словении)
- 2001/02: 3-е место (Первая лига Словении)
- 2002/03: 5-е место (Первая лига Словении)
- 2003/04: 4-е место (Первая лига Словении)
- 2004/05: 11-е место (Первая лига Словении)
- 2005/06: 3-е место (Первая лига Словении)
- 2006/07: 6-е место (Первая лига Словении)
- 2007/08: 2-е место (Первая лига Словении)
- 2008/09: 8-е место (Первая лига Словении)
- 2009/10: 1-е место (Первая лига Словении)